# Thomas Love Peacock

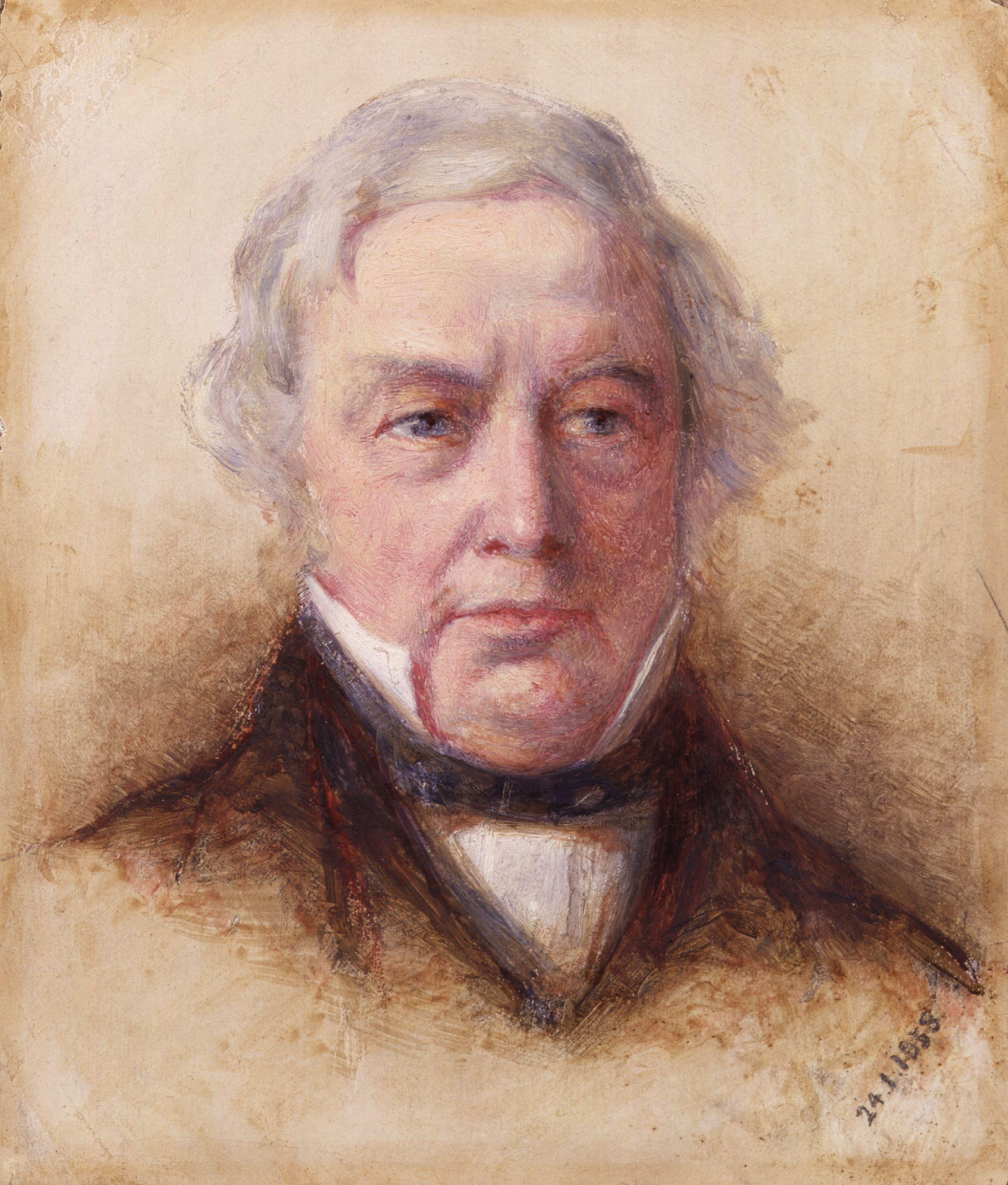
Thomas Love Peacock (Gemälde von Henry Wallis)

Thomas Love Peacock (* 18. Oktober 1785 in Weymouth, Dorset, England; † 23. Januar 1866 in Lower Halliford, Middlesex, England) war ein britischer Romancier, Dichter und Dramatiker, der vor allem durch die Romane Nightmare Abbey und Crotchet Castle bekannt wurde, und als Vorsitzender des Prüfungsausschusses über zwanzig Jahre das Handeln der Britischen Ostindien-Kompanie entscheidend mitbestimmte.

## Leben

### Erstes literarisches Schaffen undNightmare Abbey
Peacock, Sohn eines Londoner Glasfabrikanten, der kurz nach der Geburt seines einzigen Sohnes verstarb, erhielt seine Schulbildung auf einer Privatschule in Englefield Green in Surrey und begann bereits früh nach einer kurzen Tätigkeit in der Privatwirtschaft mit seiner schriftstellerischen Tätigkeit.
1804 gab er sein literarisches Debüt mit The Monks of St. Mark, dem mit Palmyra (1806), The Genius of the Thames (1810) und The Philosophy of Melancholy (1812) einige weitere poetische Werke ohne größere Bedeutung folgten. Daneben verfasste er einige Bühnenwerke, die jedoch nicht aufgeführt wurden. Nach einer kurzen Tätigkeit als Privatsekretär von Sir Home Riggs Popham unternahm er einige Reisen nach Wales.
1812 lernte er über den Buchhändler und Verleger Thomas Hookham den sieben Jahre jüngeren Dichter Percy Bysshe Shelley kennen. Aus dieser Begegnung entwickelte sich eine anhaltende Freundschaft, in der sich beide gegenseitig positiv beeinflussten. Im Laufe des Jahres 1813 verbrachte Peacock viel Zeit mit Shelley und begleitete Shelley und dessen Frau Harriet auf Reisen.
1814 erschien Sir Horn-book, or Childe Lancelot’s Expedition, und im Jahre 1815 erreichte er mit seinem Roman Headlong Hall einen ersten Erfolg.
Peacock lebte 1815 in Marlow, und Shelley zog mit seiner neuen Lebensgefährtin und späteren Ehefrau Mary Wollstonecraft Godwin nach Bishopsgate, in der Nähe von Windsor. Wieder kam es zu häufigen Besuchen, bei denen Peacock von Marlow nach Bishopsgate wanderte. Anfang September 1815 organisiert er eine zehntägige Bootstour die Thames hinauf, an der neben Peacock und Shelley auch Mary und Charles Clairmont, der Bruder von Marys Stiefschwester Claire Clairmont, teilnahmen. Vorher überzeugte Peacock Shelley, für eine Weile seine rein vegetarische Ernährung aufzugeben und Fleisch zu essen, da Shelley sich in schlechter gesundheitlicher Verfassung befand.
Peacock hatte einen wohltuenden, beruhigenden und ordnenden Einfluss auf Shelley und Mary. Und umgekehrt hatte die Freundschaft zu Shelley und Mary auch einen wohltuenden Einfluss auf ihn. Shelley und Mary unterstützen Peacock bei seiner eigenen literarischen Arbeit.
Shelley machte Peacock für 120 Pfund Sterling (£) im Jahr zu seinem Agenten und Geschäftsberater, was diesem nun eine finanzielle Grundsicherheit garantierte. Außerdem bestimmte Shelley im September 1816 Peacock und Lord Byron zu Treuhändern seines Testaments.
1817 veröffentlichte Peacock mit Melincourt eine Novelle, die in der Epoche der Regency spielte und deren Charakter des ‚Mr. Mystic‘ an den mit ihm befreundeten Schriftsteller Thomas Taylor erinnert.
Im März 1817 bezogen die Shelleys das Albion House in Marlow, in direkter Nachbarschaft zu Peacock, der von nun an viel Zeit mit ihnen verbrachte.
In der Atmosphäre des Albion House, mit Shelleys erweitertem Haushalt und den Gesprächen untereinander, schrieb Peacock das Gedicht Rhododaphne, das 1818 veröffentlicht wurde, und er sammelte Anregungen für seinen satirischen Roman Nightmare Abbey (1818). Darin taucht Shelley in Form einer Parodie als Figur des „Scythrop“auf. Der Roman beruht zum Teil auf Unterhaltungen und Personen, die bei den Shelleys zusammengekommen waren, und Peacock führt auch dies in komischer, parodistischer Form aus. Peacock erinnerte sich später an diesen Sommer in liebevoller Weise als die geselligste Zeit mit den Shelleys.
Im Dezember gehörte Peacock einem „Komitee“ an, bestehend aus ihm selbst, Shelleys Verleger Charles Ollier, Mary Shelley, Claire Clairmont und Shelley, das Shelleys Gedicht Laon und Cythna so überarbeitete, dass es ohne Gefahr einer juristisch-politischen Verfolgung, gedruckt werden konnte. Die überarbeitete Fassung erschien unter dem Titel The Revolt of Islam, Anfang 1818.
Nach der Abreise der Familie Shelley im Frühjahr 1818 nach Italien blieb Peacock in regelmäßigem Briefkontakt mit Shelley und versorgte diesen mit neuen Nachrichten aus England.
So berichtete er auch über die gewaltsame Niederschlagung einer Demonstration in der Nähe von Manchester im August 1819, dem Peterloo-Massaker.
Eine Einladung Shelleys nach Italien im Herbst 1820 konnte Peacock nicht annehmen, da er in England gebunden war.
Im November 1820 verfasste Peacock einen Artikel mit dem Titel The Four Ages of Poetry in Charles Ollier’s Literary Micellany, in dem er eine Kritik der Dichtung seiner Zeit formulierte. Shelley erhielt die Kernaussagen des Artikels im Januar 1821 und reagierte mit „heiligem Zorn“ gegen Peacocks „Bannfluch gegen Dichtung“ („anathema against poetry“), und er schrieb im März als Gegenentwurf seinen Essay Defence of Poetry, in dem er seine eigenen Auffassungen über die Rolle des Dichters und der Dichtkunst in der Gesellschaft ausarbeitete.
Bei Mary Shelleys Rückkehr aus Italien, 1823, nach Percy Shelleys Ertrinkungstod im Meer bei Viareggio, 1822, unterstützte Peacock Mary Shelley bei ihren Verhandlungen mit Shelleys Vater über einen finanziellen Unterhalt.

### Tätigkeit für die Britische Ostindien-Kompanie

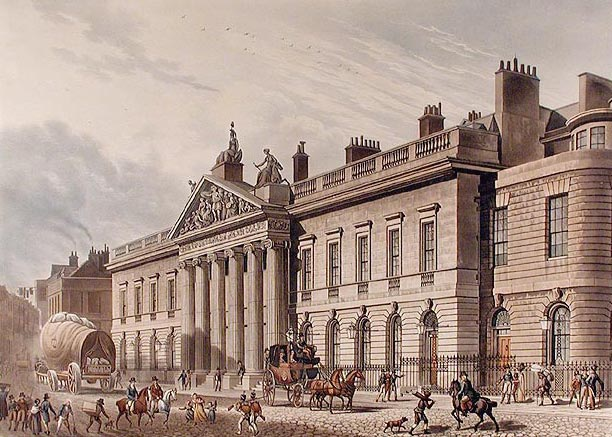
Das India House der Britischen Ostindien-Kompanie

1819 wurde er zum Prüfungsassistenten im India House der Britischen Ostindien-Kompanie berufen, wobei dies durch Vermittlung seines Schulfreundes Peter Auber, des Sekretärs der Britischen Ostindien-Kompanie, erfolgte.
Im Jahre 1820 heiratete er Jane Gryffydh, die er zuvor nie gesehen hatte, und hatte mit dieser vier Kinder, wobei seine Tochter Mary Ellen Peacock die erste Ehefrau des Schriftstellers und Dichters George Meredith wurde.
In den folgenden Jahren verfasste er mit Maid Marian (1822) eine Parodie auf mittelalterliche Romanzen wie Robin Hood, The Misfortunes of Elphin (1829) sowie Crotchet Castle (1831) drei weitere Romane, wobei er seine literarische Tätigkeit nach dem Tode seiner Mutter 1833 zeitweise einschränkte. Daneben veröffentlichte er aber auch Beiträge in den Tageszeitungen Westminster Review und The Examiner.
Andererseits nahm er zunehmend wichtigere Aufgaben innerhalb der Ostindien-Kompanie wahr und verteidigte diese durch seine Stellungnahmen erfolgreich gegen die Angriffe von James Silk Buckingham und die Liverpooler Salzsteuer. Darüber hinaus setzte er sich für die Nutzung der Dampfschifffahrt nach Indien ein und vertrat die Gesellschaft in dieser Angelegenheit vor mehreren Ausschüssen des Unterhauses (House of Commons).
Peacock war 1835 auch zuständig für die Abwicklung und Aufstellung der Expedition von Francis Rawdon Chesney zum Euphrat und wurde 1836 nach dem Tode von James Mill als dessen Nachfolger Vorsitzender des Prüfungsausschusses (Chief Examiner) im India House. Zwischen 1839 und 1840 war er als Superintendent der Ostindien-Kompanie für den Bau von Dampfschiffen aus Stahl für die Fahrt um das Kap der Guten Hoffnung zuständig, wobei diese auch zum Einsatz im Ersten Opiumkrieg kamen.
1856 trat er von seinem Amt als Chief Examiner der Britischen Ostindien-Kompanie zurück und erhielt anschließend eine öffentliche Pension.

### Wirkung seiner Werke auf die englische Literatur
In den letzten zehn Jahren seines Lebens widmete er sich wieder der Schriftstellerei und veröffentlichte mehrere Beiträge im Fraser’s Magazine, wie zum Beispiel Erinnerungen an Shelley, dessen Testamentsvollstrecker er war. Seine Memoirs of Percy Bysshe Shelley erschienen in mehreren Folgen in den Jahren 1858 bis 1862, und Peacock beabsichtigte damit u. a., Fehler in der Shelley-Biographie von Thomas Jefferson Hogg zu korrigieren, die fast gleichzeitig erschienen war.
Das Magazin veröffentlichte 1860 auch seinen letzten Roman Gryll Grange, der allerdings seinen früheren Werken an Humor und Lebendigkeit nachstand.
Peacocks Rolle in der englischen Literatur ist einzigartig, da es Romane in dieser Art vor ihm nicht gab, wenngleich Jonathan Swift ähnlich beim Verfassen seiner „höflichen Konversationen“ vorging. Peacock sprach dabei sowohl in seiner eigenen Person als auch durch seine Charaktere, und seine markigen Witze und Gefühle, mit bemerkenswerter Genauigkeit von Anmut und natürlicher Beschreibung, treten zurück zugunsten der Kombination von primitiver Einfachheit der Handlung und Charaktere.
Von seinen sieben Romanen gehören Nightmare Abbey und Crotchet Castle zu den besten Werken: Während der erste von der Lustigkeit („vis comica“) der Situation lebt, hat der letztere die größte Vollständigkeit intellektueller Kraft und die geschickteste Ansammlung einer bunten Mischung von Charakteren.
Maid Marian und The Misfortunes of Elgin sind dagegen weit weniger unterhaltend, beinhalten aber dennoch beschreibende Passagen von außergewöhnlicher Schönheit. Sein Roman Melincourt schlägt dagegen völlig fehl, zumal die exzellente Idee, ein die Menschen nachahmender Orang-Utan, als einzige Grundlage für einen Roman ungeeignet war. Der Roman Headlong Hall gab einen ersten Eindruck seiner späteren Vortrefflichkeit, wohingegen das Spätwerk Gryll Grange dieser nicht mehr gerecht wurde.
Daneben erzielte er durch seine Gedichte, besonders mit Werken wie Years Ago, große Beachtung, wobei seine Lyrik allgemein von einer exakten und melodischen Sprache sowie einem Instinkt für wahre Gefühle geprägt war. Seine anspruchsvolleren Gedicht waren mit Ausnahme von Rhododaphne weniger wert- und anspruchsvoll vom Inhalt und der Perfektion der Komposition. Sein Gedicht The War-Song of Dinas Vawr wurde von William Empson in Seven Types of Ambiguity (1930) als Beispiel für eine sogenannte antithetischen Reihe angeführt.
Andererseits waren seine literaturkritischen Arbeiten meistens interessiert, insbesondere die Restaurierung verlorengegangener klassischer Dramen in Horae dramaticae, wenngleich die einzige nachhaltige Arbeit die geistvoll-zerlegende Auseinandersetzung mit Thomas Moores Buch The Episcurean aus dem Jahr 1827 in der Westminster Review blieb. Daneben verfasste er in The Edinburgh Reviewer literarisch-satirische Karikaturen über die bekannten Dichter der Romantik wie William Wordsworth, Samuel Taylor Coleridge, George Gordon Byron, Shelley und Robert Southey.
In deutscher Übersetzung erschien der Roman Nightmare Abbey 1989 beim Manesse Verlag mit dem Titel Nachtmahr-Abtei, der unter der Regie von Heinz von Cramer 1991 auch als Hörspiel adaptiert wurde.

## Zitat
„Thomas Love Peacock  schildert wahre und erdachte Sonderlinge, die in langen Gesprächen ihre Charaktere und Intentionen enthüllen. Reich an Witz und an paradox-humorvollen Einfällen. Vorläufer der Nonsensedichtung, erfand zahlreiche Nonsense-Wörter.“

## Werke (Auswahl)
- Headlong Hall. 1816.
  - Headlong Hall and Nightmare Abbey.  J. M. Dent & Sons, London 1965.
  - Nachdruck Ausgabe 1896: Headlong Hall and Nightmare Abbey. Hansebooks, Norderstedt 2019, ISBN 978-3-337-77389-2.
- Melincourt. 1817.
- Maid Merian. 1822.
- The Misfortune of Elphin. 1829.
- Crotchet Castle. 1831.
- Gryll Grange. 1860.
- Nightmare Abbey.
  - Deutsche Ausgabe: Nachtmahr-Abtei. Aus dem Englischen übersetzt von Matthias Müller. Manesse Verlag, Zürich 1989, ISBN  978-3-7175-1778-8.